# باشگاه فوتبال اورداباسی
باشگاه فوتبال اورداباسی (انگلیسی: FC Ordabasy) یک باشگاه فوتبال از قزاقستان است  که در شهر چیمکند استان ترکستان قرار دارد.